# Kaspar Gropper
Kaspar Gropper (* 1519 in Soest; † 19. März 1594 in Köln) war ein katholischer Theologe, Kirchenpolitiker und Jurist zur Zeit der Reformation.

## Leben
Gropper war Sohn des Soester des Bürgermeisters Johannes Gropper (1480–1543) aus dem Patriziergeschlecht Gropper, der durch die Reformation aus Soest nach Köln vertrieben worden war. Seine Mutter war Anna von Blitterswich. Kaspar Gropper wurde am 7. März 1542 zum Doktor der Rechte promoviert. 1547 wurde er Dekan in Xanten, am 3. Februar 1550 Offizial sowie 1552 Domkapitular des Erzbistums Köln. Im selben Jahr wurde er auch Dekan des Stifts Mariengraden in Köln.
1558 reiste er gemeinsam mit seinem Bruder Johannes Gropper nach Rom und wurde 1560 Auditor der Rota Romana.
Am 19. Juli 1573 wurde er gemeinsam mit Nikolaus Elgard als Nuntius nach Deutschland gesandt, wo er Visitationen durchführte und Verhandlungen über die stark umstrittene Einsetzung eines Bischofs im Bistum Münster führte. 1575 legte er dieses Amt nieder.
Mit Hilfe des päpstlichen Nuntius Kaspar Gropper hatte der Herzog in den klevischen Landen seit 1574 den öffentlichen evangelischen Kultus unterdrückt, aber die Organisation der protestantischen Kirchen so wenig zerstören können, dass der Adel und die Städte der Grafschaft Mark sich 1577 auf dem Landtag von Essen förmlich auf die Augsburger Konfession verpflichteten. Hier kam zum ersten Mal ein Gegenstand zur Sprache, der die Verhandlungen bis zum Ende der klevischen Dynastie bestimmen sollte: die Freistellung der Religionsausübung.